# Автоматичний газовий захист шахт

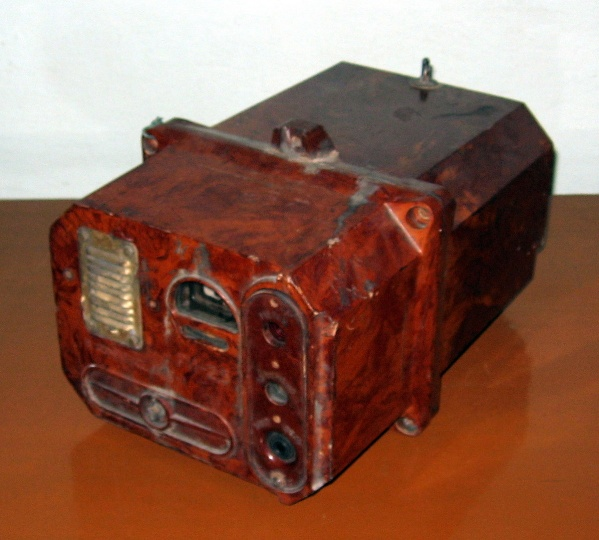
Апарат з комплексу АМТ-3

Автомати́чний га́зовий за́хист ша́хт — сукупність технічних засобів і організаційних структур, які забезпечують постійний телеконтроль вмісту газу метану. Автоматичний газовий захист (АГЗ) шахт виконується за допомогою спеціальної апаратури (наприклад, АМТ-3, «Метан») автоматичного газового захисту і автоматичного централізованого контролю метану, призначеної для безперервного телеконтролю вмісту газу метану в гірничих виробках вугільних шахт і автоматичного газового захисту.

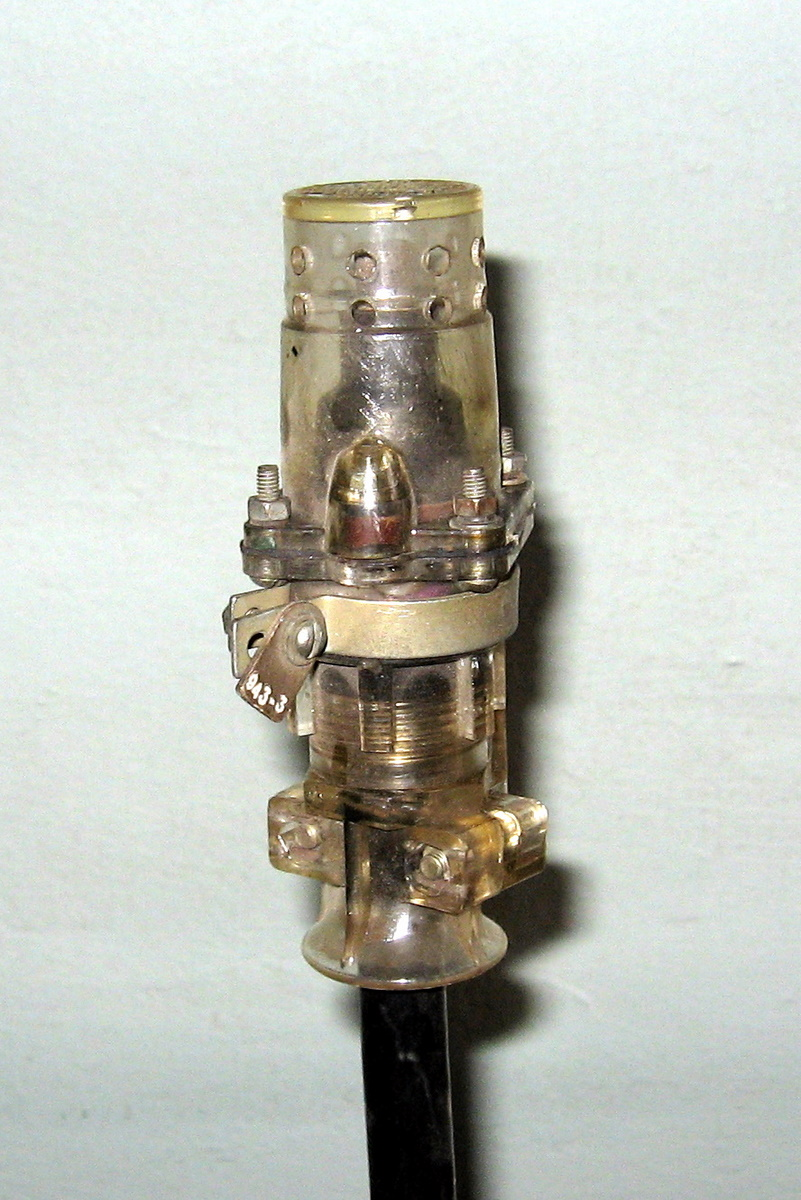
Давач

При наявності на шахті АСКП (автоматизованої системи керування підприємством), система АГЗ може бути її складовою частиною. Система АГЗ використовується на шахтах ІІІ категорії, надкатегорійних і небезпечних за викидами вугілля, породи і газу. Система забезпечує: контроль вмісту метану в місцях розташування давачів, передачу безперервної інформації щодо вмісту метану до диспетчерського пункту та її реєстрацію, місцеву та централізовану звукову і світлову аварійну сигналізацію про перевищення встановленої норми вмісту метану; автоматичне відключення електричного живлення об'єкта.
Інша назва: апаратура контролю метану.